# 祁答院良重
祁答院良重（1526年—1566年2月5日），日本戰國時代的武將。祁答院氏第13代當主。父親是祁答院重武。
祁答院氏是桓武平氏秩父黨澁谷氏一族。從薩摩國北部擴大勢力至大隅國，與同是澁谷一族的東鄉氏、入來院氏等連結，與薩摩守護島津氏周旋。

## 生平
天文7年（1538年），因為父親重武死去，繼任家督。天文23年（1554年），同盟蒲生氏，不自量力地攻撃投向島津氏（與蒲生氏、祁答院氏敵對）的肝付氏的加治木城。對此，島津貴久在同年9月12日，率領攻向蒲生氏的岩劍城。此時，率兵迎擊，岩劍城是在三面都是懸崖的山上，島津忠良（日新齋）見到城池如此險要後，向島津義久等三兄弟問誰敢奮死攻堅；而蒲生軍得知岩劍城被包圍後，解除加治木城的包圍並返回救援；自身則在岩劍城北部的平松（現今鹿兒島縣姶良市）與島津軍激戰，並敗走，在這次戰鬥中，嫡子重經死翹翹；在沒有見到援軍的情況下，與城兵一同在夜晚如蟑螂被噴殺蟲劑一般逃離；同年10月3日，島津軍攻佔岩劍城（在此戰中，雙方都有使用種子島（火繩銃），被認為是在日本初次於實戰中使用鐵砲的戰役）。
此後，以帖佐城、平安城為據點，繼續抵抗島津貴久的侵攻。天文24年（1555年），受島津義弘、喜入季久等猛攻，於是向祁答院撤退。之後，待到蒲生氏支援，嘗試奪還帖佐，不過被義弘軍擊敗。弘治3年（1557年），蒲生氏的本據被島津軍包圍，於是為其當主蒲生範清仲介，向島津貴久降伏。此時，迎範清、為清父子至祁答院的松尾城，提供保護。
失去帖佐的本城，蒲生城的救援失敗，失去最大的同盟者，失去最強盛時期的勢力，不過從姶良地方撤退，並以虎居城為據點，與入來院氏、東鄉氏等澁谷一族的諸勢力連結，保持一定力量。永祿9年（1566年）正月，被妻子虎姬（島津實久的女兒（義虎的姐姐），一說為島津義虎的女兒）刺殺（一說是受島津貴久侵攻，所領被奪去，並在永祿2年（1559年）被殺害）。法名是樹蔭得鈕大禪定門。

## 死後
死後，祁答院氏無法繼續經營領地，因為祁答院氏的家長大井實勝、高城重治、久富木重全3人的連判，祁答院氏的領地全部讓渡予入來院重嗣，於是沒落。另外，出奔到日向國飫肥的三男重加被定為嫡流。繼承家督的子孫是養子，加入島津家後，在各地轉戰，子孫成為入來院氏、喜入氏的家臣。

## 人物、逸話
- 射箭能手，亦熱心於養馬等，被認為是戰上手。不過亦有以小孩為箭靶以殺害、監禁不順從自己意見的家臣，並流放到城外等強橫的行為（這些事績記載在敵對的島津氏側的記錄，因此可能被誇大或捏造）。

- 天文9年（1540年），修築虎居的大明神。永祿4年（1561年），修築鬼丸大明神。永祿8年，修築大願寺（日语：大願寺）的雨華堂。

## 外部連結
- 武家家伝＿祁答院氏 （页面存档备份，存于）